# Albinen
Albinen (franska: Arbignon, walsertyska: Albinu) är en ort och kommun i distriktet Leuk i kantonen Valais, Schweiz. Kommunen har 262 invånare (2023).